# Turiaco
Turiaco (em latim Turiacus) era o deus do poder adorado pelos gróvios, povo que habitava a região do Entre Douro e Minho. 
O nome da divindade teria a raiz "tor", que em irlandês significa "senhor", "rei" e "nobre", mas também o seu nome poderia ter origem na palavra "torc" que significa, tanto em irlandês como em gaélico escocês, "javali selvagem", tal como o arqueólogo Leite de Vasconcelos referiu nos seus estudos e nas suas obras literárias. 
O javali selvagem era um animal no qual eram reconhecidas qualidades guerreiras pelos povos antigos, por ser selvagem, forte e destemido.
Turiacus, era um Deus Guerreiro, conhecido pelo seu carácter selvagem, destemido e corajoso.
A esta divindade, eram feitos pedidos de coragem de modo a que saíssem vitoriosos ou que simplesmente saíssem vivos de uma batalha.
No Mosteiro de Santo Tirso, existe uma lápide numa das paredes que contém uma inscrição dedicada a Turiacus. 
O nome atribuido à própria localidade, Santo Tirso e o seu Mosteiro, poderão ter a sua origem no nome desta divindidade galaica, sendo que poderá existir uma ligação entre as duas divindidades, Tirso e Turiacus, visto que era muito comum as divindidades pagãs e pré-cristãs serem adoptadas pelo cristianismo de modo a facilitar a integração dos povos europeus nesta nova religião (Cristianismo) que se espalhava pela Europa. 